# Ilha de Nansen (Terra de Francisco José)

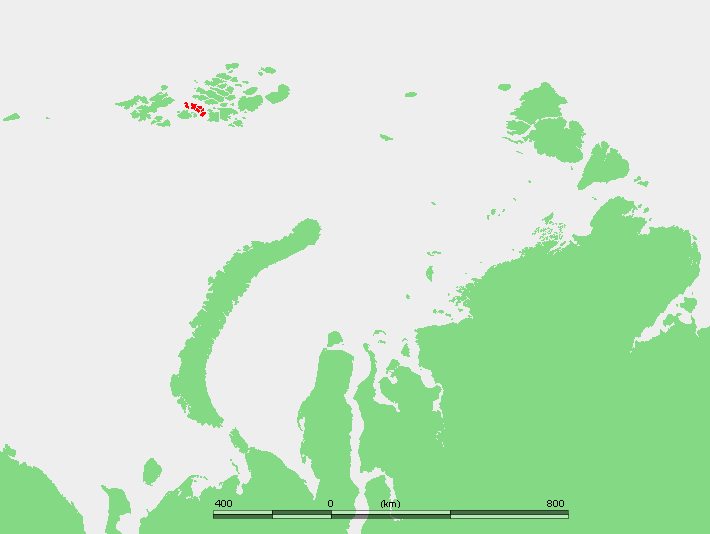
Localização da ilha de Nansen e ilhas próximas, na Terra de Francisco José

A ilha de Nansen (em russo:  Остров Нансена, Ostrov Nansena), é uma pequena ilha da Rússia, no arquipélago da Terra de Francisco José, localizada no Oceano Ártico. Está coberta por gelo e tem 164 km² de área. O seu ponto mais elevado tem 372 m de altitude.
A ilha de Nansen está situada no centro de um arquipélago com ilhas de tamanho semelhante, separadas entre si por uma rede complexa de estreitos. O canal a sudoeste do subgrupo chama-se Proliv Allen-Yung; o de sudeste, Proliv Sidorova; a nordeste está o Proliv Markama e a oeste o canal Proliv Britanskiy.
O nome da ilha de Nansen é uma homenagem ao explorador norueguês do Ártico Fridtjof Nansen, que explorou e cartografou o arquipélago da Terra de Francisco José em 1896.